# Johann Schuischel

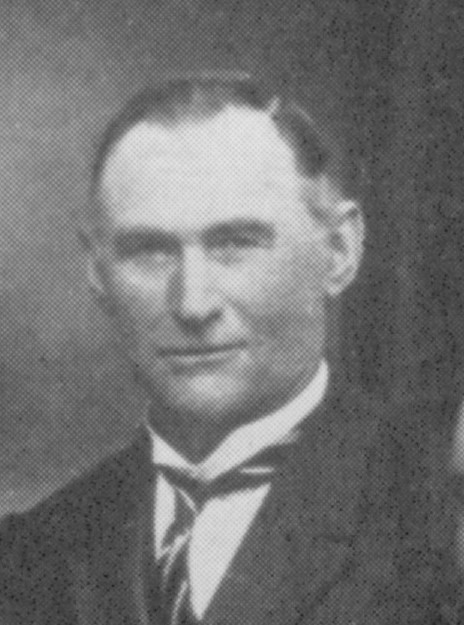
Johann Schuischel, um 1930

Johann Schuischel (* 19. August 1866 in Uszaneiten; Kreis Memel; † nach 1926) war ein Gutsbesitzer und Politiker im Memelgebiet. 

## Leben
Nach dem Besuch der Dorfschule in Nimmersatt arbeitete Schuischel auf dem väterlichen Gut, unterbrochen nur durch den Militärdienst. 1901 übernahm Johann Schuischel den Besitz von seinem Vater. Im Ersten Weltkrieg wurde das gesamte Gut von den russischen Truppen niedergebrannt. Nach dem Wiederaufbau war Schuischel Gemeindekirchenrat in Karkelbeck und hatte verschiedene andere Ehrenämter inne. 1926 wurde er als ein Vertreter der Memelländischen Landwirtschaftspartei in den Litauischen Seimas in Kowno gewählt.